# Fontcoberta
Fontcoberta ist eine katalanische Gemeinde mit 1.503 Einwohnern (Stand: 2024) in der Provinz Girona im Nordosten Spaniens. Sie ist Teil der Comarca Pla de l’Estany. Neben dem Hauptort gehören die Ortschaften Espasens, Melianta und Vilavenut zur Gemeinde.

## Geographische Lage
Fontcoberta liegt etwa 18 Kilometer nordnordwestlich von Girona in einer Höhe von ca. 205 m. 

## Bevölkerungsentwicklung
| Jahr      | 1970 | 1981 | 1991 | 2001 | 2011 | 2021 |
| Einwohner | 509  | 628  | 923  | 1126 | 1349 | 1468 |

## Sehenswürdigkeiten
- Felixkirche in Fontcoberta
- Marienkirche
- Saturninuskirche in Vilavenut
- Katharinenkirche in Espasens

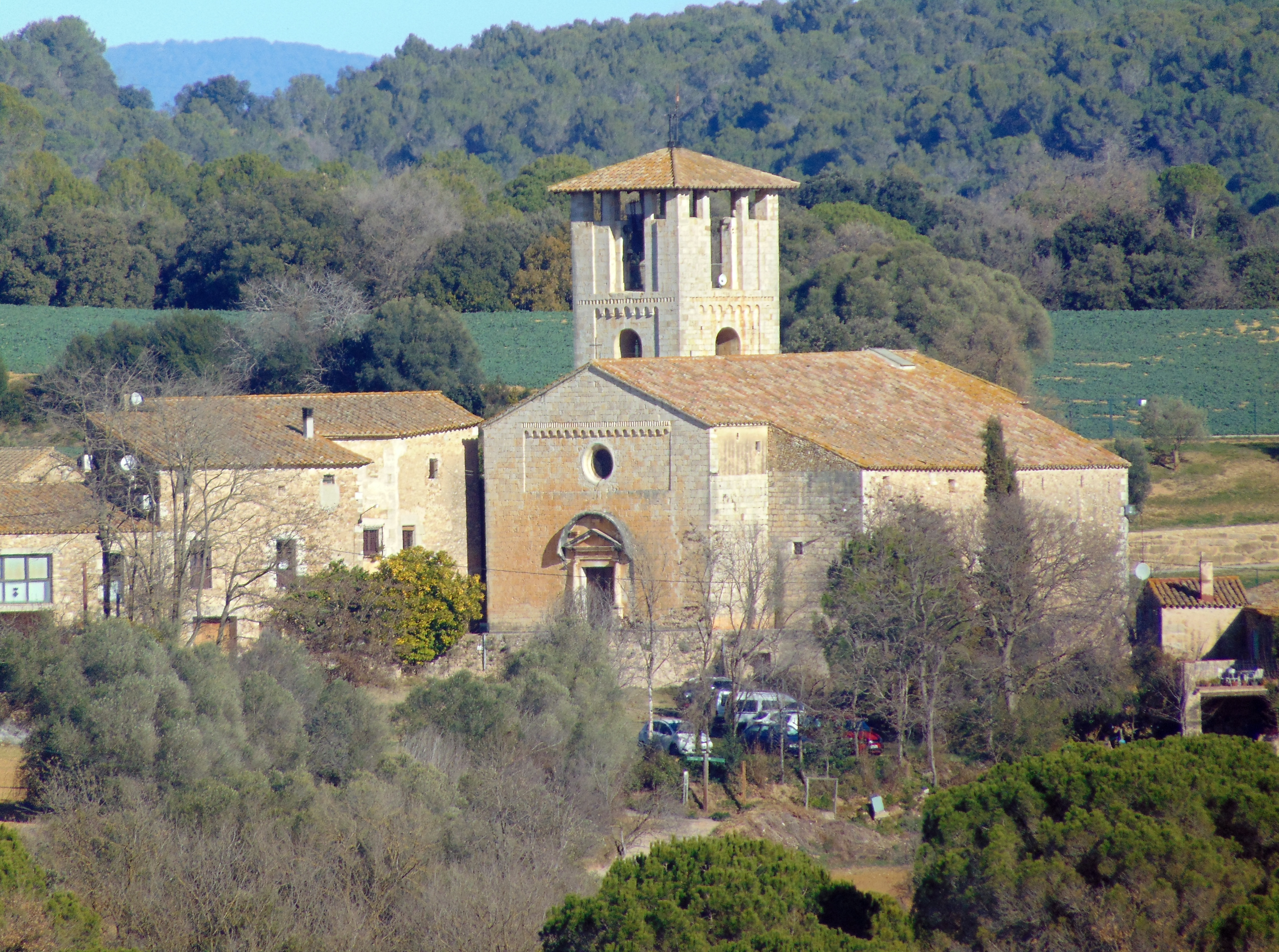
Felixkirche
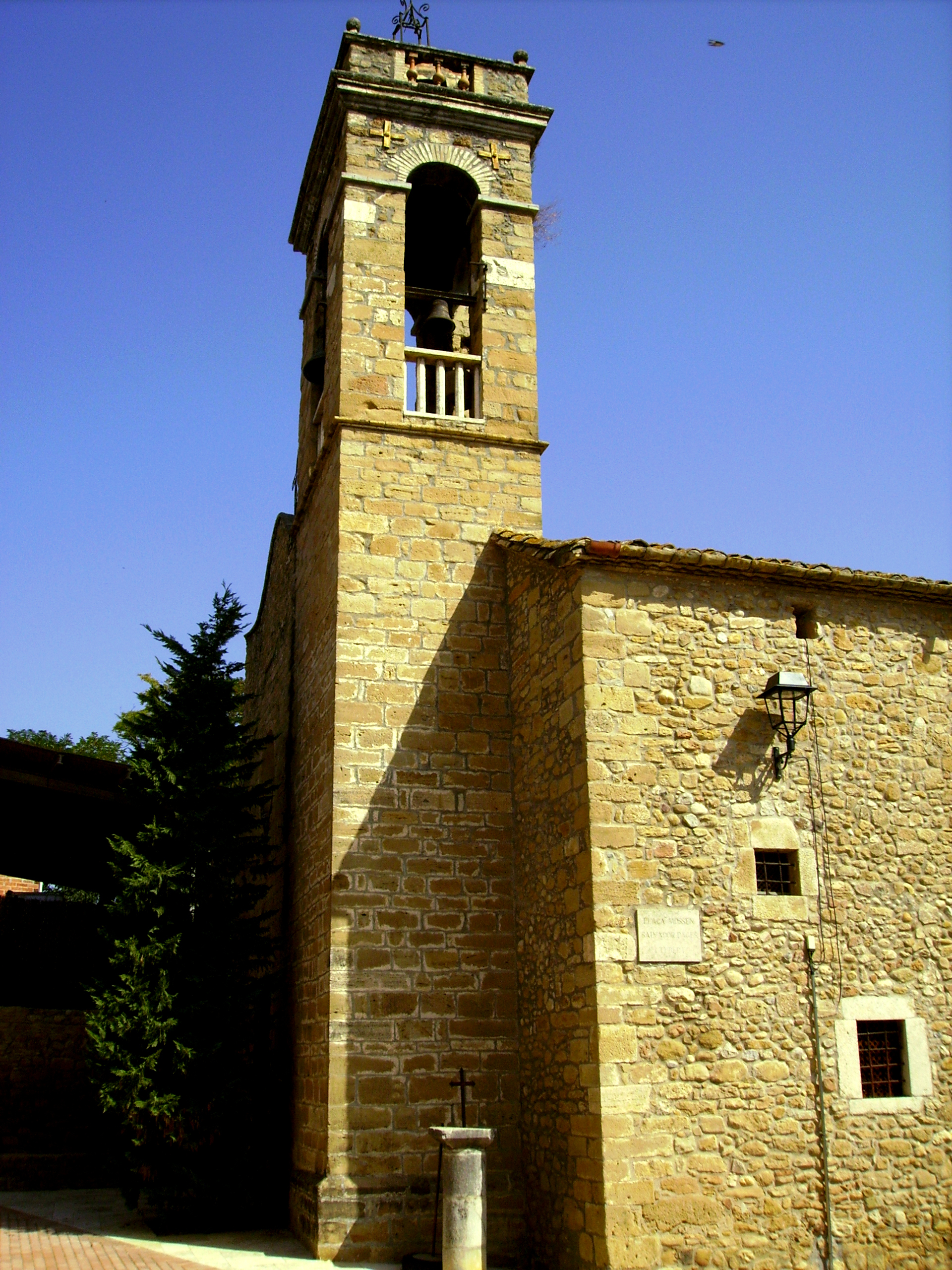
Saturninuskirche
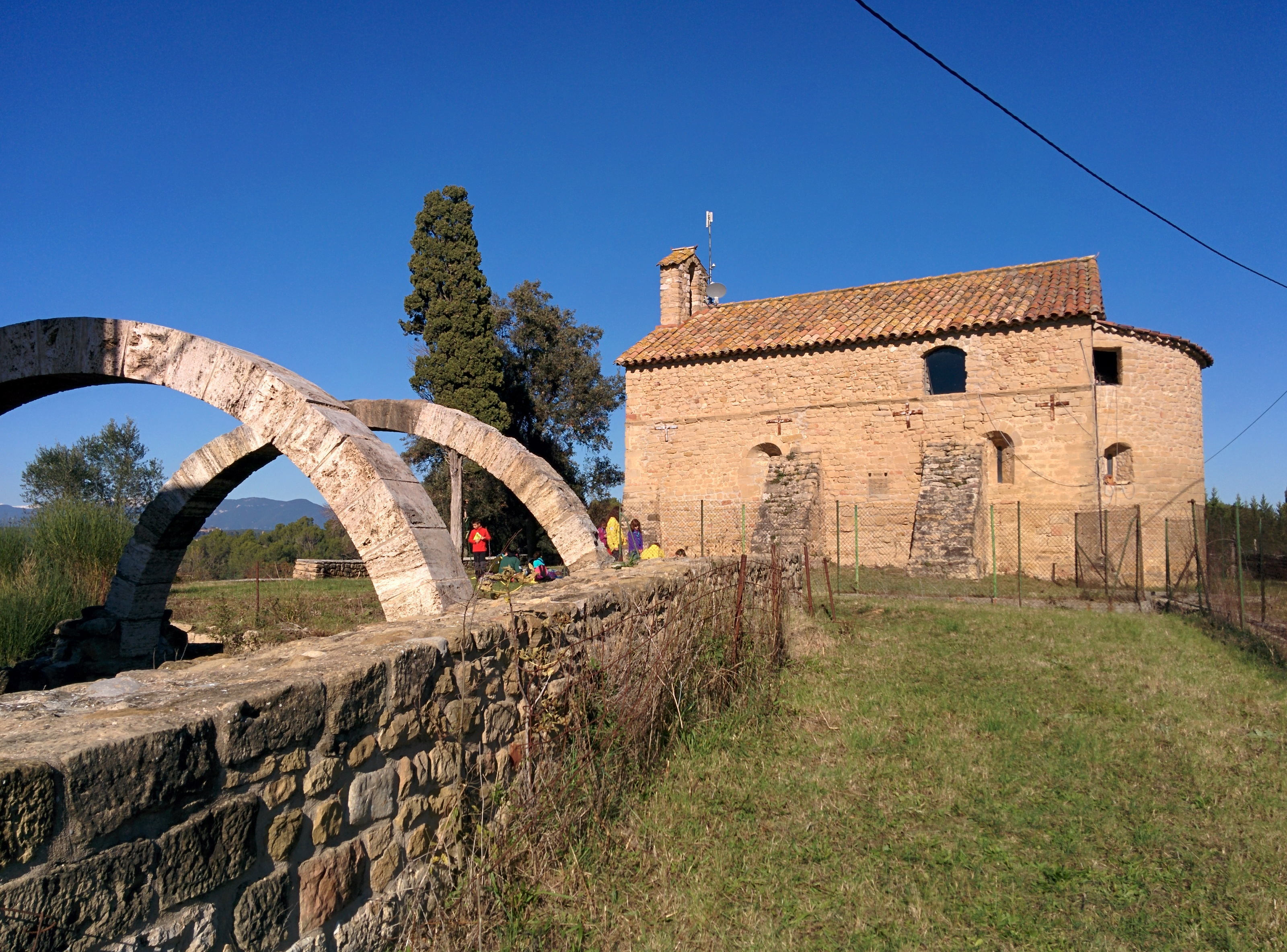
Katharinenkirche
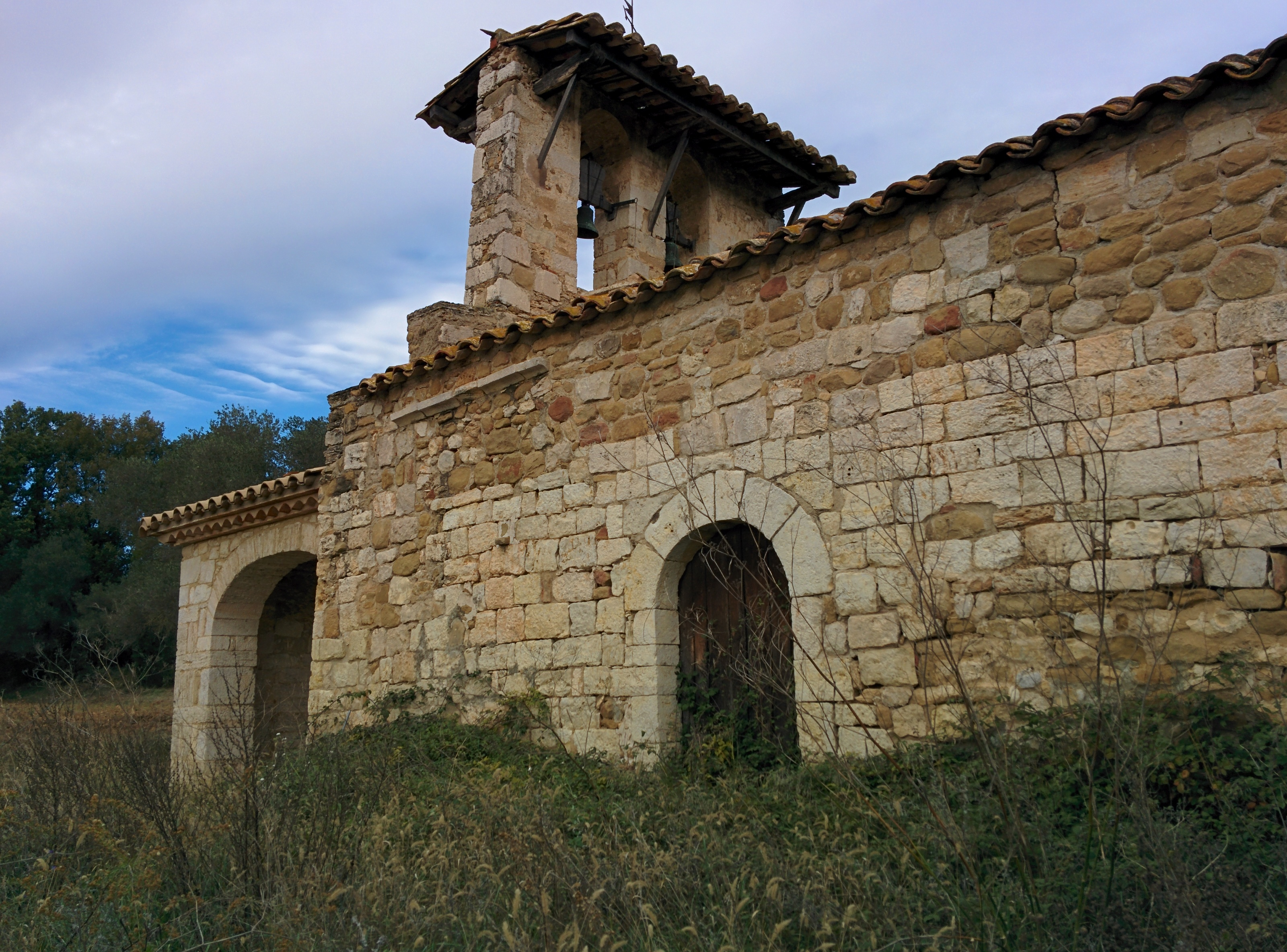
Marienkirche